# 拉德米拉·彼得罗维奇
拉德米拉·彼得罗维奇（1988年4月19日—），旧姓米利亚尼奇（Miljanić），黑山女子手球运动员。她曾代表黑山国家队参加2012年和2016年夏季奥林匹克运动会手球比赛，其中2012年奥运会获得一枚银牌。